# Pablo Mastroeni
Pablo Mastroeni est un entraîneur et un joueur international américain de soccer né le 29 août 1976 à Mendoza en Argentine. Il a été l’entraîneur des Rapids du Colorado en MLS après y avoir joué durant l'essentiel de sa carrière en tant que milieu défensif. Il a également disputé soixante-cinq avec la sélection nationale américaine. 

## Biographie
Le 10 décembre 2013, Pablo Mastroeni annonce la fin de sa carrière après seize saisons de MLS. Il retrouve alors le staff technique des Rapids du Colorado en devenant assistant spécial du directeur technique du club Paul Bravo.
Après avoir été responsable de l'équipe lors de la pré-saison, il devient officiellement l'entraineur des Rapids du Colorado le 8 mars 2014.

### En équipe nationale

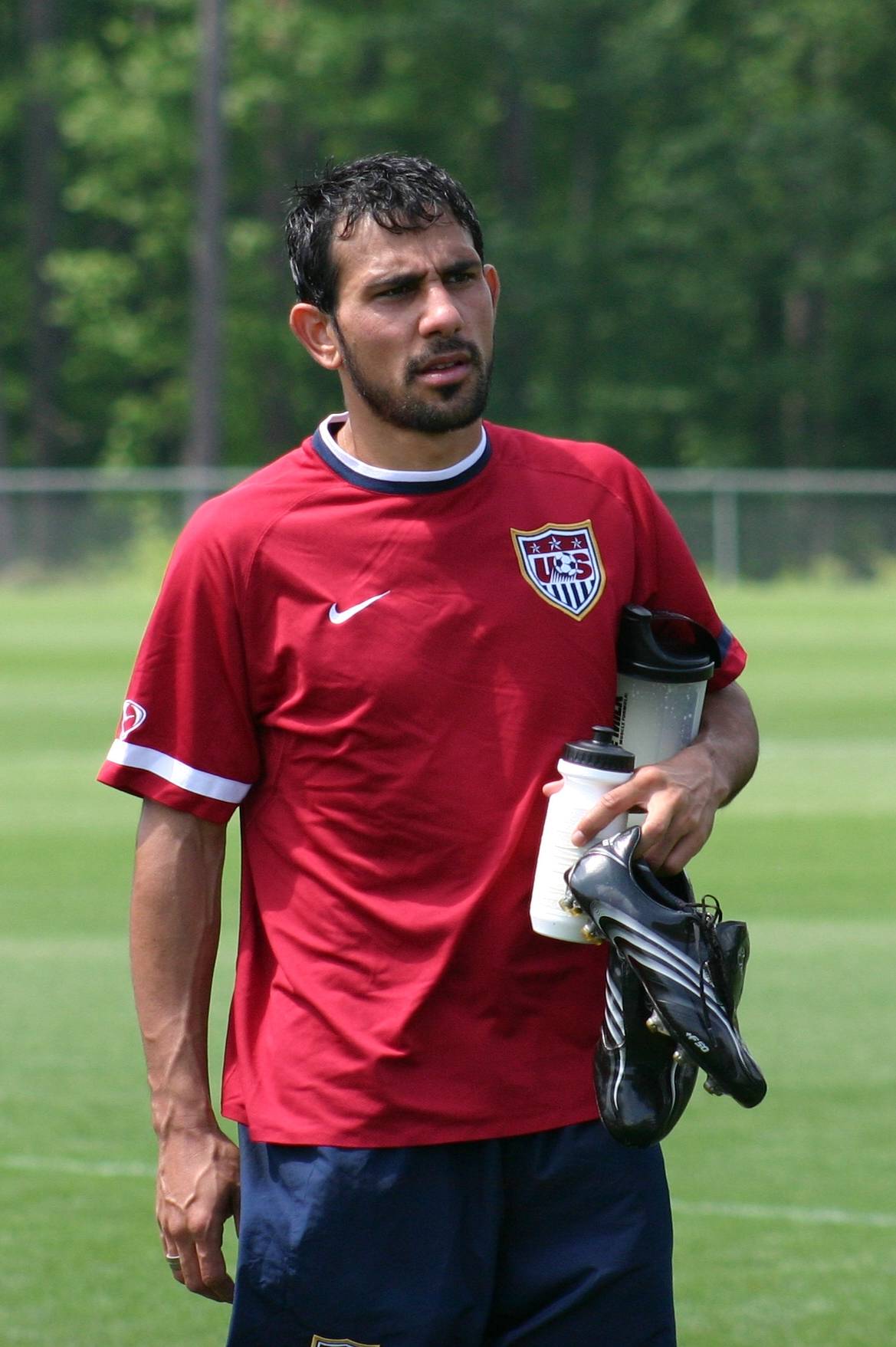
Pablo Mastroeni à l'entraînement avec l'équipe nationale des États-Unis.

Sa carrière internationale a commencé en 2002 après sa naturalisation qui est intervenue en 2001.
Il a participé à la Gold Cup en 2003 et 2005, et à la Coupe des confédérations en 2003.
Mastroeni participe à la Coupe du monde 2006 avec l'équipe des États-Unis. Il a disputé aussi la Coupe du monde de football 2002.
Le 17 juin 2013, les Rapids transfèrent Mastroeni au Galaxy de Los Angeles après plus d'onze années passées dans le club des Rocheuses.

## Palmarès
- Vainqueur de la Gold Cup en 2005.